# Friends Will Be Friends
Friends Will Be Friends je singl britské rockové skupiny Queen. Napsal ji zpěvák Freddie Mercury a baskytarista John Deacon. Původně vyšla na albu A Kind of Magic dne 9. června 1986. Jednalo se o 30. singl skupiny vydaný ve Velké Británii.
Píseň byla hrána naživo v rámci Magic Tour v roce 1986.
Píseň byla zařazena do různých kompilací Queen typu Greatest Hits, například Greatest Hits II, Greatest Flix II a Greatest Video Hits II.

## Videoklip
Videoklip režíroval DoRo a byl natáčen v JVC Studios ve Wembley v květnu 1986, a je na něm skupina, která píseň hraje před publikem. Nejednalo se ale o skutečný koncert. Během show si Freddie Mercury plácá s publikem. Z tohoto důvodu bylo toto představení přezdíváno "Queen's Greatest Show Never Performed" (v překladu Nejlepší show Queen, která se nikdy neuskutečnila).

## Obsazení
- Freddie Mercury – hlavní a doprovodné vokály, piano, syntezátor
- Brian May – elektrická kytara, doprovodné vokály
- Roger Taylor – bicí, doprovodné vokály
- John Deacon – basová kytara, rytmická kytara
- Spike Edney – syntetizátor

## Umístění na žebříčcích
| Žebříček (1986)           | Umístění |
| ------------------------- | -------- |
| Dutch Singles Chart       | 16       |
| German Singles Chart      | 20       |
| Irish Singles Chart       | 4        |
| New Zealand Singles Chart | 50       |
| Swiss Singles Chart       | 19       |
| UK Singles Chart          | 14       |